# TV Tropes
TV Tropes는 창작물에서 볼 수 있는 다양한 관례와 취향 (Trope)를 수집, 확충하는 위키이다. 2004년에 사이트가 설립된 시점에서는 텔레비전과 영화의 트로프만을 취급하고 있었지만, 현재는 문학, 만화, 게임, 광고, 완구에 이르기까지 다양한 미디어에 이르고있다.

## 같이 보기
- 밈